# Brenzovics Marianna
Brenzovics Marianna (Beregszász, 1972. október 5. – 2017. november 15. vagy előtte) kárpátaljai magyar író, költő.

## Tanulmányai
1998 óta publikált. Verseit, prózáit, tanulmányait közölte többek között a Kalligram, az Élet és Irodalom, a Műút, a Tiszatáj, a Véletlen Balett, az Együtt, az Acta Beregsasionis, a Prae, a Beszélő, a Parnasszus, az Alföld, a Csillagszálló, a kulter.hu folyóiratok, online portálok.
Az Ungvári Állami Egyetem magyar nyelv és irodalom és a budapesti ELTE BTK esztétika szakán szerzett oklevelet. Doktori disszertációját Andrej Tarkovszkij filmművészetéről írta. A munkáját 2003-ban védte meg az Eötvös Loránd Tudományegyetemen, esztétika szakterületen.

## Kötetei
- Kilátás (próza) Kalligram, 2010.
- Darabolás (próza) Kalligram, 2013.
- Hasadás (próza) Kalligram, 2015.

## Antológia
- Próbaidő (prózaantológia) Palatinus Kiadó, 2008.

## Fontosabb írások róla, interjúk vele
- Károlyi Csaba: Félre nem érthető körvonalak. Élet és irodalom, 2009. november 6.
- Szilágyi Zsófia: Petőfi turbógyerek. Élet és irodalom, 2010. június 4.
- Balla D. Károly: Az érvényes manír. Papiruszportál, 2010. július 11.
- Csordás László: A felkészüléstől a szétszóródásig. Kortárs online, 2011/11.
- Krupp József: A kiáltás hiánya. Bárka online. 2011. július 27.
- Penckófer János: Egy bolygó földi közelképben: Hitel, 2011. július.
- Belső Közlés. Klubrádió, 22. adás.
- László Emese: Roncskönyv. Élet és irodalom, 2013. október 4.
- Barna Péter: Pokoljárás díszkísérettel. Élet és irodalom, 2015. október 9.
- Demus Zsófia: Vordashori önértelmezések. Szépirodalmi figyelő, 2015. 5. sz.